# Museo Arqueológico de Sfax
El Museo Arqueológico de Sfax es un museo arqueológico localizado en Sfax, Túnez.

## Historia
El Museo Arqueológico de Sfax fue establecido en 1907, por lo que es el tercer museo más viejo en el país. Durante la Segunda Guerra Mundial, el museo fue alcanzado por bombardeos. La primera habitación de la exhibición fue abierta en 1955. Tres habitaciones nuevas abrieron en 1966.

## Descripción
El museo está localizado en el ayuntamiento de la ciudad.
La mayor parte de la colección del museo proviene el periodo Romano, entre las que se incluyen mosaicos, vidrios, cerámica y monedas. Los artefactos de la exhibición pertenecen a los sitios de Thenae, Taparura, Louza y Mahres. También contiene la colección de vidrio soplado más grande del país.

## Colección
- Mosaico de una tumba doble de C. Julius Serenus y Numitoria Saturnina de Thenae[4]
- Mosaico pavimento de un bautista cerca de Skhira
- Mosaico pavimento de Matrona, del siglo V cerca de Skhira
- Mosaico pavimento con decoración geométrica y floral de la casa de Dioniso, del siglo III cerca de Thenae